# 安倍泰長
安倍 泰長（あべ の やすなが）は、平安時代後期の貴族・陰陽師。陰陽博士・安倍有行の子。官位は従四位下・陰陽頭。

## 経歴
寛治6年（1092年）に叙爵、翌年の除目では天文博士との兼務を図るが実現しなかった。その後、承徳3年（1099年）に従五位上、天仁元年（1108年）に正五位下に叙され、この間に陰陽博士・暦博士・雅楽頭などを歴任の後、天永2年（1111年）に従四位下に叙される。永久2年（1114年）より陰陽頭を務めていたが、保安2年（1121年）に卒去。享年54。

## 系譜
- 父：安倍有行
- 母；不詳
- 妻：不詳
  - 男子：安倍政文
  - 男子：安倍泰有[7]
  - 男子：安倍泰親（1110-1183）
  - 男子：安倍泰時[7]